# Triode

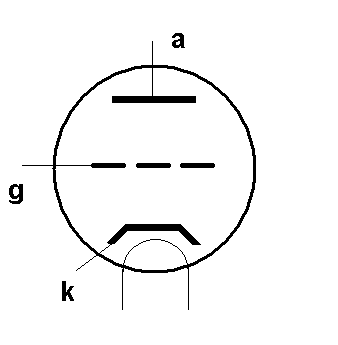
Symbool voor een triode in een schema

Een triode is een elektronenbuis met drie elektroden en de eerste actieve elektronicacomponent die het mogelijk maakte een versterker te bouwen. Een triode kan opgevat worden als uitbreiding van een vacuümdiode, waarbij tussen kathode en anode nog een derde elektrode in de vorm van een rooster, het stuurrooster, geplaatst is. De elektronenstroom van de verhitte kathode naar de onder hoge spanning staande anode passeert dit stuurrooster en wordt door de spanning op dit rooster beïnvloed.

## Werking

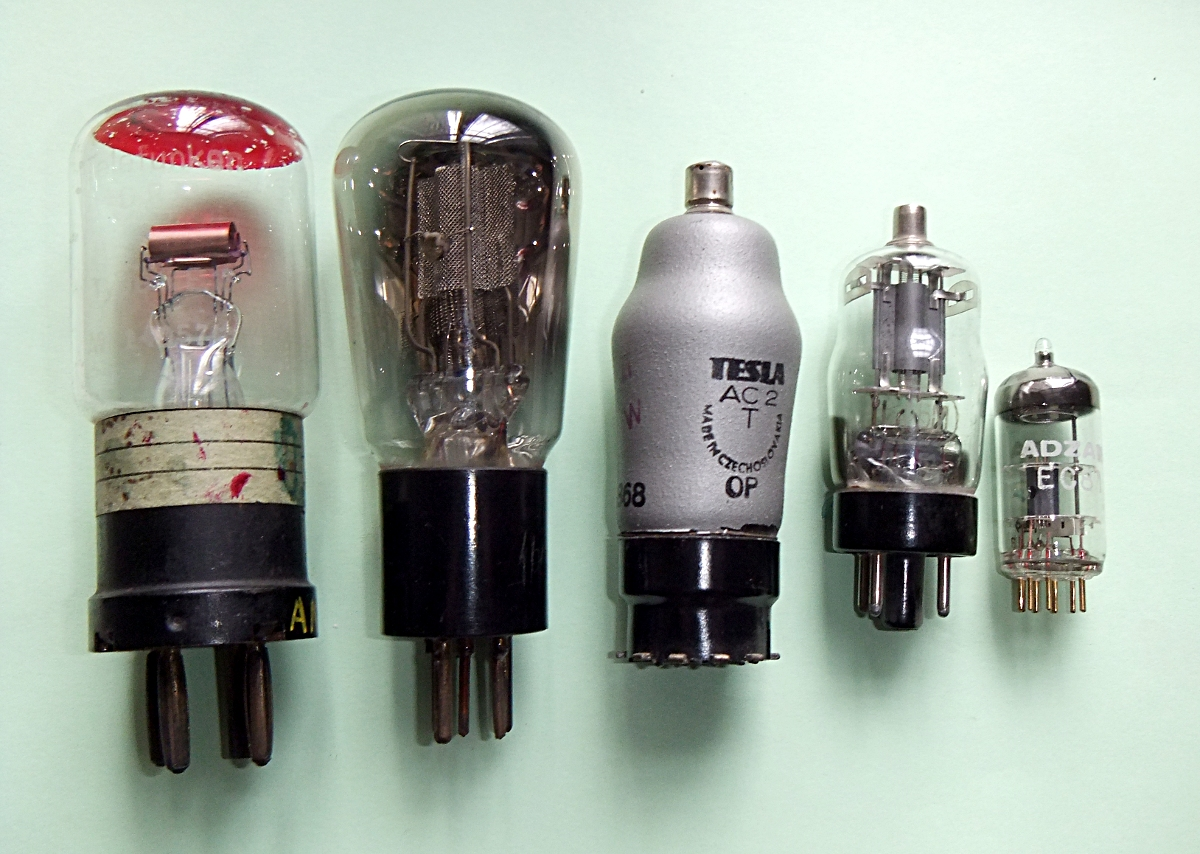
Laagvermogentrioden uit 1918 (links) tot 1960 (rechts)

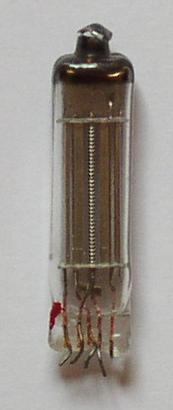
Miniatuurtriode, ca. 1950, 35x8mm

Anders dan bij een vacuümdiode wordt het elektrische veld rond de kathode bij de triode niet alleen bepaald door de aangelegde positieve spanning op de anode, maar ook door de spanning op het stuurrooster. Dit veld regelt de grootte van de kathodestroom. Doordat het rooster veel dichter bij de kathode is aangebracht dan de anode, is een veel kleinere spanning nodig om vergelijkbare velden op te wekken dan door de anodespanning. Om het veld gelijk te houden, dus bij gelijkblijvende kathodestroom, zal een kleine verandering van de spanning op het stuurrooster, gecompenseerd moeten worden door een grote verandering van de anodespanning. De verhouding van deze veranderingen wordt versterkingsfactor (μ) genoemd. De versterkingsfactor is de verhouding van de capaciteiten Cgk tussen het stuurrooster en de kathode, en Cak tussen de anode en de kathode:
{\displaystyle \mu =-\left[{\frac {\partial V_{ak}}{\partial V_{gk}}}\right]_{I_{a}}={\frac {C_{gk}}{C_{ak}}}}
en hangt dus relatief eenvoudig af van het ontwerp van de buis.
Wanneer de anodespanning constant wordt gehouden, zal het veld van de anode ook gelijk blijven en een wijziging van de roosterspanning wel tot verandering van het totale veld rond de kathode leiden. Deze verandering geeft een verandering van de anodestroom. De verhouding van de verandering van de anodestroom en de roosterspanning wordt steilheid (S) genoemd:
{\displaystyle S=\left[{\frac {\partial I_{a}}{\partial V_{gk}}}\right]_{V_{ak}}}
Bij constante spanning op het rooster is de anodespanning over een groot bereik evenredig met de anodestroom. Overeenkomstig de wet van Ohm wordt de evenredigheidsfactor als weerstand, de inwendige weerstand Ri, aangeduid:
{\displaystyle R_{i}=\left[{\frac {\partial V_{ak}}{\partial I_{a}}}\right]_{V_{gk}}}
Tussen de drie parameters bestaat de betrekking:
{\displaystyle \mu =SR_{i}}
Een kleine verandering ΔIa in de anodestroom is het gevolg van veranderingen ΔVgk en ΔVak in respectievelijk de spanning op het stuurrooster en de anodespanning. In eerste orde kan hiervoor geschreven worden:
{\displaystyle \Delta I_{a}={\frac {\partial I_{a}}{\partial V_{gk}}}\Delta V_{gk}+{\frac {\partial I_{a}}{\partial V_{ak}}}\Delta V_{ak}=S\Delta V_{gk}+{\frac {1}{R_{i}}}\Delta V_{ak}}
Wanneer de roosterspanning positief is ten opzichte van de kathode valt een deel van de elektronen ook op het rooster: er loopt roosterstroom. Dit is in de meeste toepassingen (zoals bijvoorbeeld audioversterkers) ongewenst, onder andere vanwege sterke vervorming. Daarom zal de roosterspanning meestal negatief zijn.
Wanneer de negatieve spanning op het rooster ten opzichte van de kathode zo groot is dat het elektrische veld van de anode wordt overtroffen, wordt de stroom volledig geblokkeerd. Een kleinere negatieve spanning op het rooster opent de triode: elektronen kunnen 'oversteken' vanaf de daartoe verhitte kathode naar de anode en er gaat zodoende een stroom lopen van anode naar kathode. De totale grootte van de anodestroom is sterk afhankelijk van de roosterspanning. Op deze manier kan men kleine variaties in de roosterspanning omzetten in grote stroomveranderingen door de anode.

## Kenmerken ECC83
De dubbeltriode ECC83 is een veelgebruikte triode voor het maken van voorversterkercircuits (microfoonvoorversterker) en ingangstrappen.
| symbool | grootheid           | eenheid      | waarden ECC83 |
| ------- | ------------------- | ------------ | ------------- |
| S       | steilheid           | mA/V         | 1,6 mA/V      |
| μ       | versterkingsfactor  | dimensieloos | 100           |
| Ri      | inwendige weerstand | ohm          | 62 kΩ         |
| Pa      | anodedissipatie     | watt         | 1 W           |
| Va      | anodespanning       | volt         | 250 V         |
| Ia      | anodestroom         | ampère       | 1,2 mA        |
diode ·
triode ·
tetrode ·
pentode ·
hexode ·
heptode ·
octode ·
enneode

kathodestraalbuis ·
indicatorbuis ·
fotocel ·
fotomultiplicator ·
klystron ·
magnetron ·
lopende-golfbuis ·
geigerteller ·
gasontladingsbuis ·
thyratron ·
kwikdampgelijkrichter ·
ignitron